# Arctosa pardosina
Arctosa pardosina este o specie de păianjeni din genul Arctosa, familia Lycosidae. A fost descrisă pentru prima dată de Simon, 1898.
Este endemică în Uzbekistan. Conform Catalogue of Life specia Arctosa pardosina nu are subspecii cunoscute.